# Orden del Fénix (Hohenlohe)
La orden del Fénix (en alemán, Phönixorden) o también orden de la Casa y el Fénix (Haus und Phönixorden) es una orden de caballería de la casa de Hohenlohe fundada en el siglo XVIII.

## Historia
La orden fue fundada en Schillingsfürst por el príncipe Felipe I Ernesto de Hohenlohe-Waldenburg-Schillingsfürst (1663-1759), decano de los príncipes de la casa de Hohenlohe, en diciembre de 1757 bajo el nombre de orden de la Llama Dorada, con motivo de su 95.º cumpleaños. Los primeros agraciados con la orden fueron su hijo, el príncipe reinante de Hohenlohe-Waldenburg-Schillingsfürst;  sus nietos y otros príncipes de su casa. En su fundación la orden fue conocida como orden de la Oriflama, tanto por la provecta edad del príncipe, como por la legendaria filiación de la casa de Hohenlohe con los reyes de Franconia, cuyo estandarte era precisamente la oriflama.

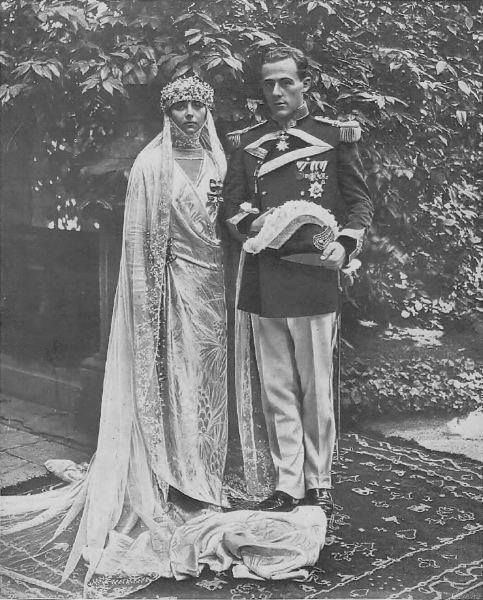
Retrato fotográfico del príncipe Maximliano Eugenio de Hohenlohe-Langenburg y su esposa Piedad de Yturbe, marquesa de Belvís de las Navas en el día de su boda, ambos llevan, respectivamente, las insignias de caballero y dama de la orden.

Posteriormente, su sucesor el príncipe Carlos Alberto I renovó la orden con su nombre de orden del Fénix. En 1795, el príncipe Leopoldo de Hohenlohe-Barnstein concedió nuevos estatutos a la orden, separando la misma en dos secciones: Haus-orden reservada a los  príncipes y princesas de la casa de Hohenlohe, y Phönix-orden para el resto de los agraciados.
Además los nuevos estatutos de 1795, ponían a la orden bajo la protección de san Miguel Arcángel, patrón también del principado.
A pesar de la mediatización del principado de Hohenlohe, lo que conllevó la pérdida de soberanía sobre el mismo, la orden continuó siendo otorgada a los miembros de la casa y sus consortes hasta la actualidad.

## Estructura
La jefatura de la orden pertenece al príncipe de la rama primogénita de la casa. El jefe de cada línea de la casa solicita a este la admisión de los miembros de su línea.
Desde su reforma en 1795, la orden se dividió en dos clases:
- Haus-orden (en alemán, orden de la casa): destinada a premiar a los príncipes y princesas de la casa de Hohenlohe,
- Phönix-orden (en alemán, orden del Fénix): destinada a premiar a nobles. En esta clase se comprendía dos grados: 
  - comendador, y
  - caballero.

Además la orden contaba con distintos oficiales: canciller, secretario, tesorero, archivero, cancelista y encargado de la gaurdarropía. 

## Insignia
La insignia de la orden consiste en una cruz de malta esmaltada de blanco con bordes dorados. En el centro de la cruz se dispone un medallón circular esmaltado que muestra un fénix surgiendo de entre las llamas. En cada uno de los brazos de la cruz se disponen también tres llamaradas doradas sobre el esmalte blanco. Entre los brazos de la cruz se disponen rayos dorados, tomando una forma cuadrangular alrededor de la cruz y el medallón circular. 
En el reverso de la insignia, en concreto en el centro de los rayos descritos en el anverso, se disponen las iniciales del fundador, coronadas con la corona de príncipe. El reverso de los brazos de la cruz se encontraban esmaltados de blanco con bordes dorados, como el anverso. 
La insignia también podía ser otorgada en diamantes. 
La estrella de la orden (reservada a los príncipes de la casa agraciados con la Haus-orden) consiste en un medallón circular con la inscripción In Senio, dispuesto en medio de una cruz de malta. Entre los brazos de la cruz surgen llamaradas. Todo ello se rodea de multitud de rayos que forman de forma aproximada una estrella de ocho puntas. La estrella se lleva en la parte baja del lado izquierdo del pecho, en ocasiones de gala.

Las damas llevaban la insignia prendida de un lazo de la cinta de la orden en la parte izquierda del pecho.

Insignias de la orden
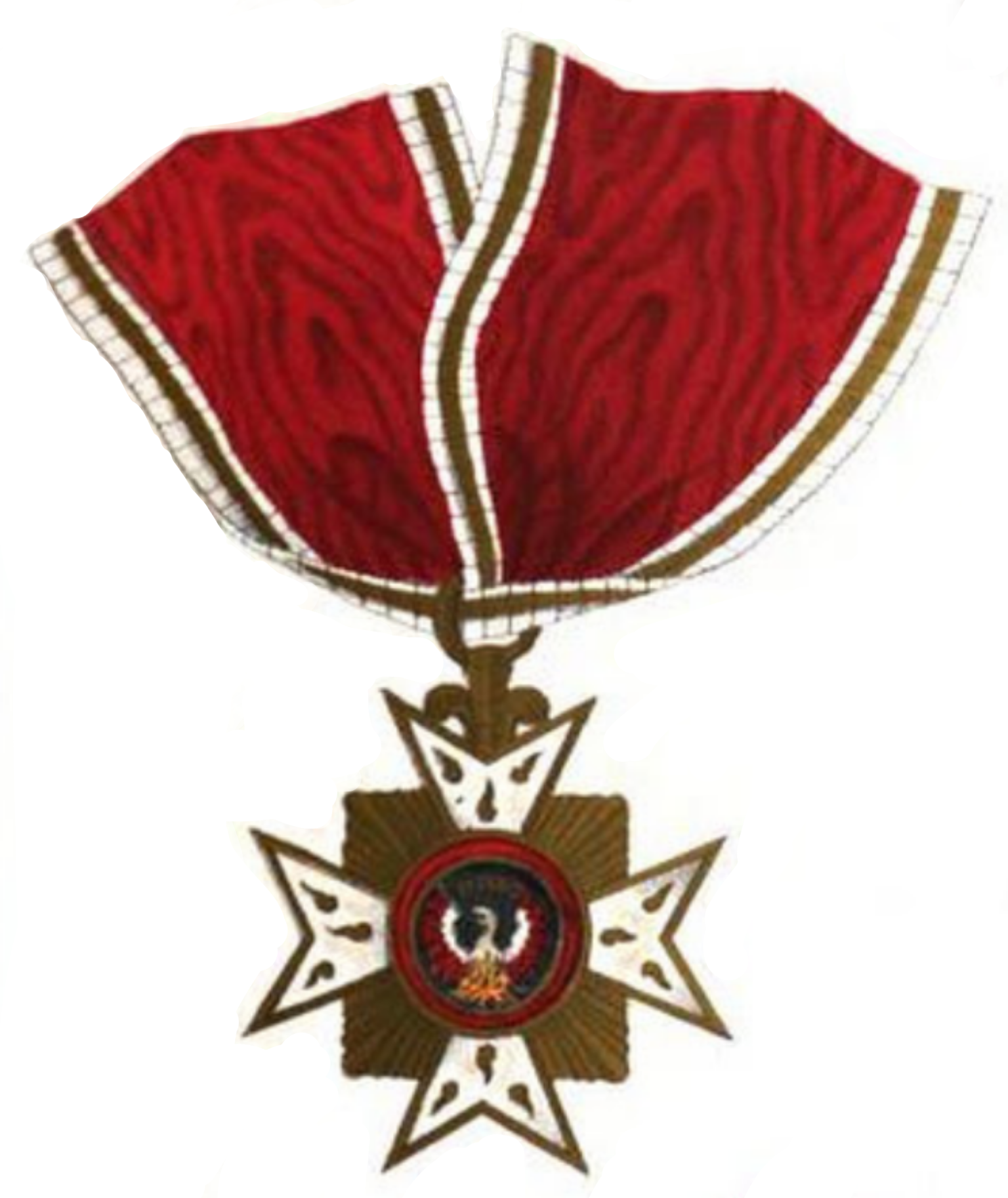
Anverso de la insignia
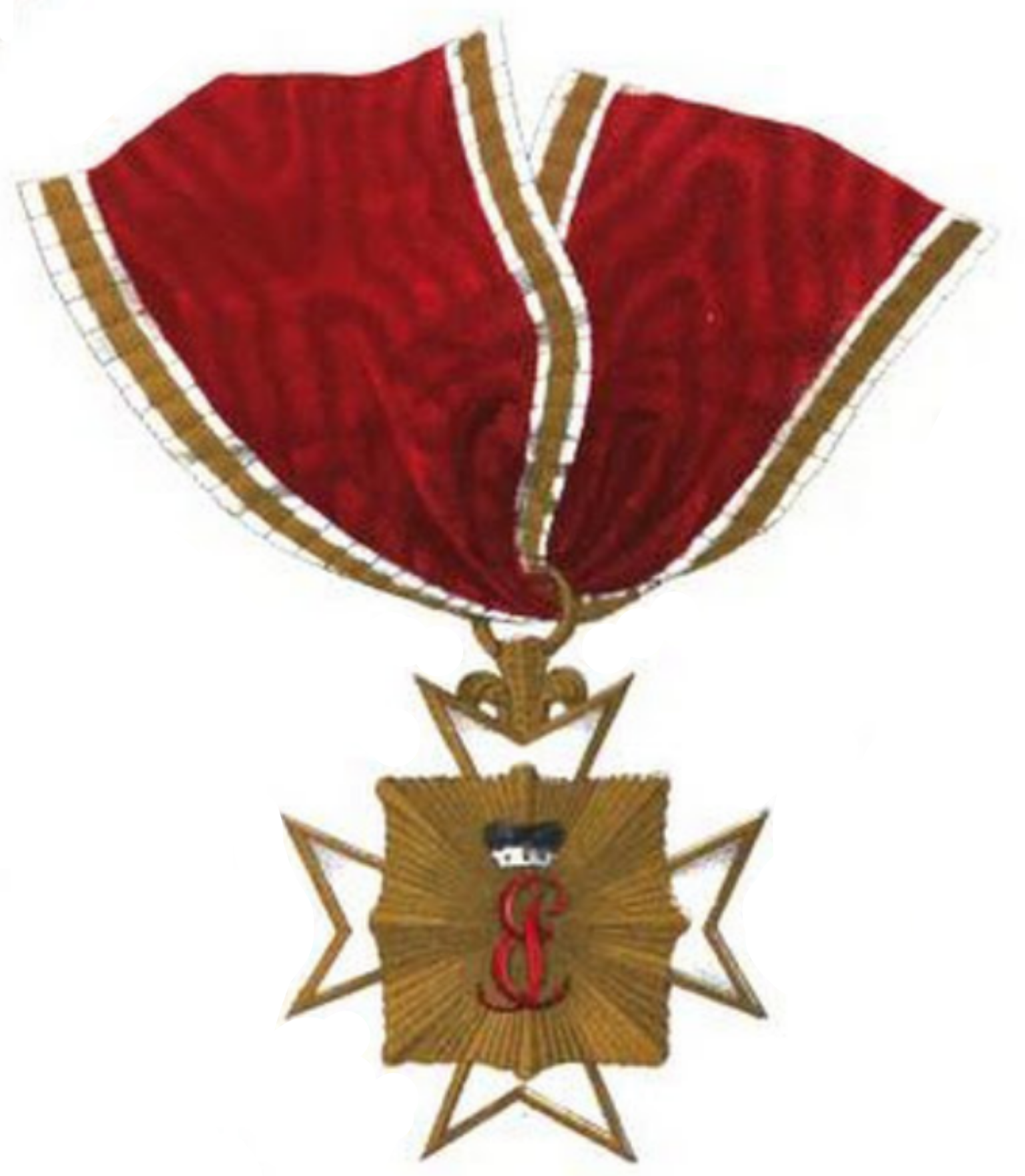
Reverso de la orden con las iniciales del fundador
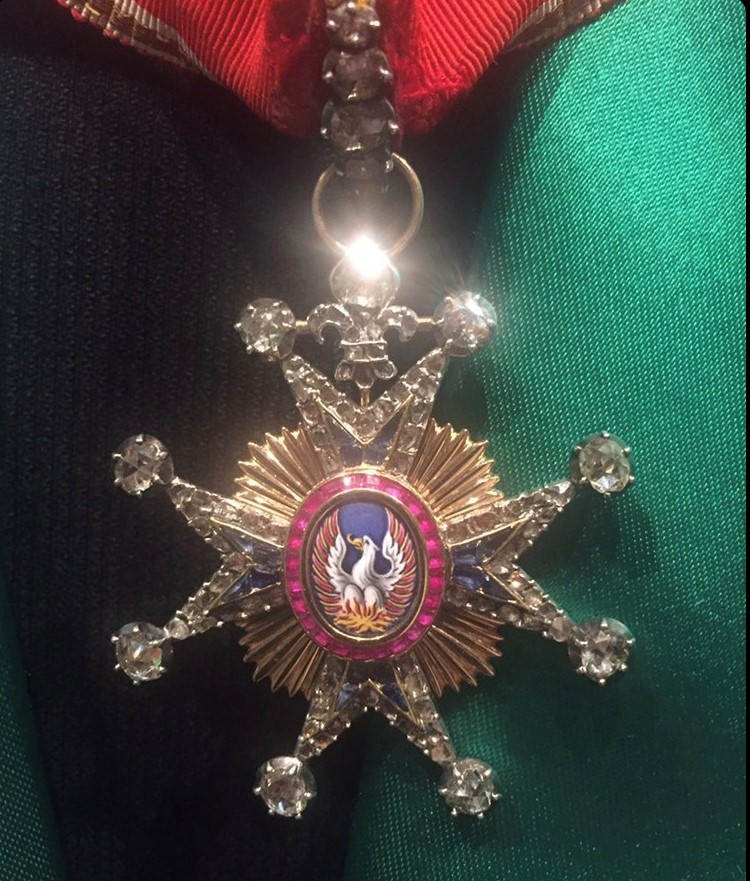
Insignia de la orden en diamantes
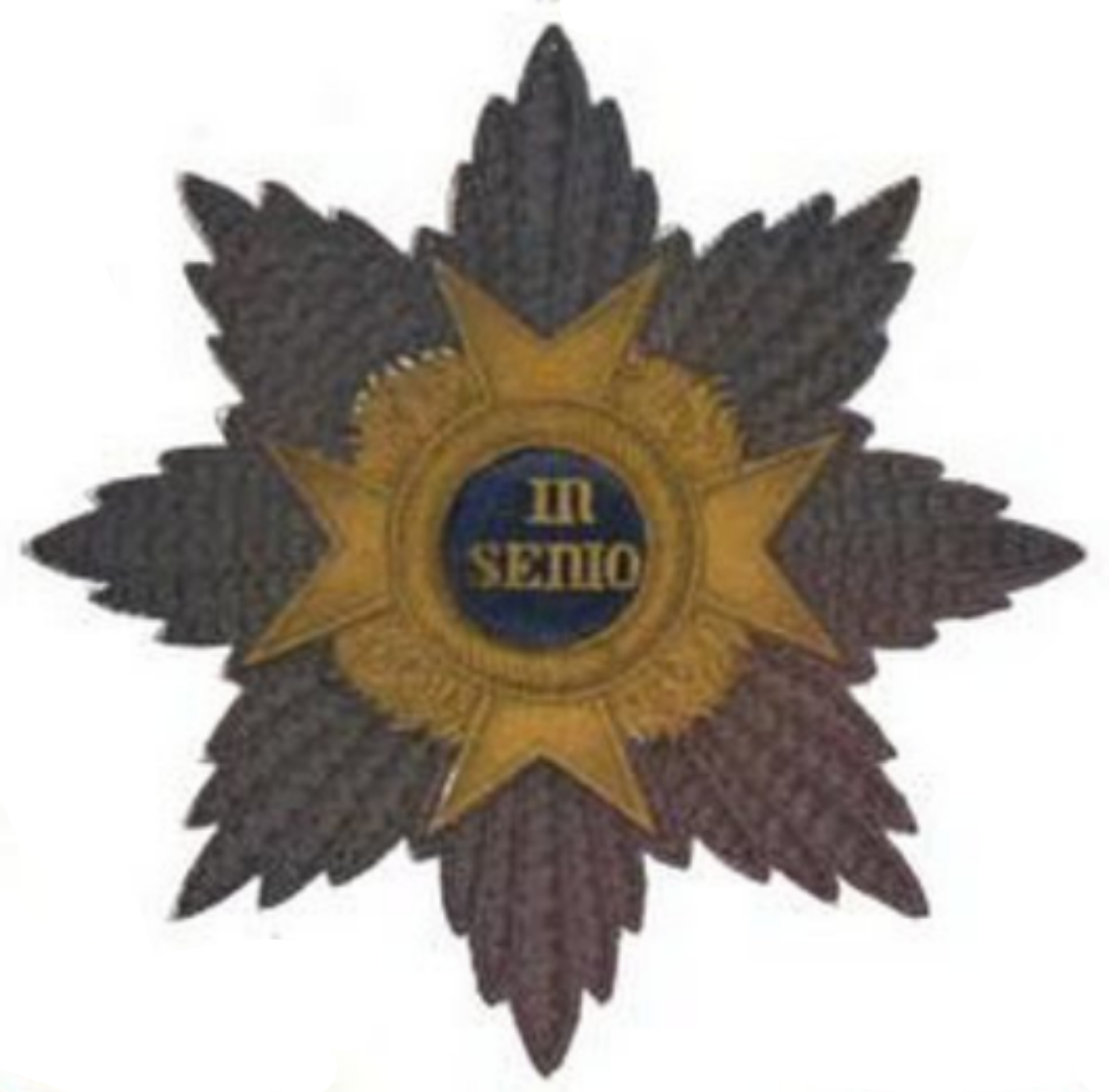
Estrella
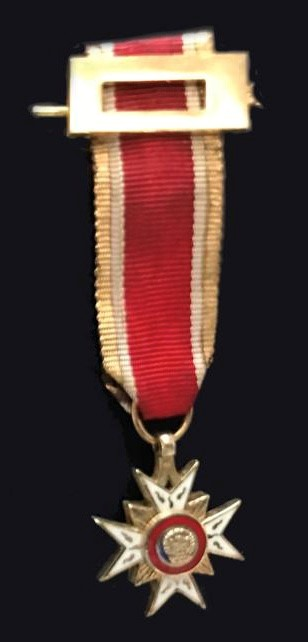
Miniatura de la orden
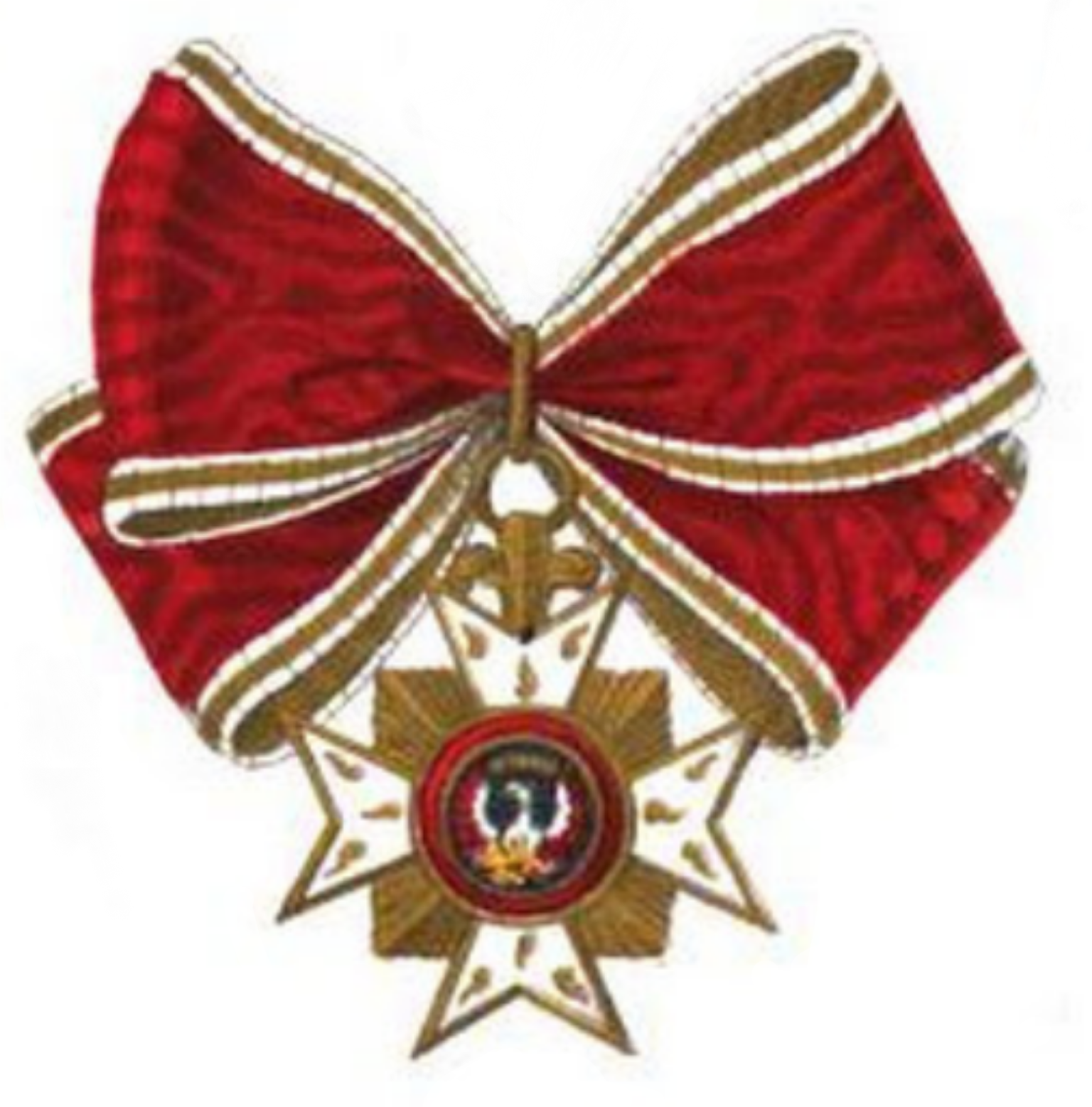
Lazo de dama